# Lochwiesen
Lochwiesen (mundartlich: Lochwīisǝ) ist ein Gemeindeteil der Marktgemeinde Oberstdorf im bayerisch-schwäbischen Landkreis Oberallgäu.

## Geographie
Lochwiesen grenzt baulich unmittelbar an den Ort Tiefenbach und wird daher mittlerweile diesem zugeordnet. Der Ort liegt circa drei Kilometer nordwestlich von Oberstdorf. Nördlich der Ortschaft verläuft die Gemeindegrenze zu Obermaiselstein.

## Ortsname
Der Ortsname stammt vom frühneuhochdeutschen Wort loh für Gebüsch, Wald, Holz und bedeutet Wiesen mit lichtem Gehölz. Auch ein ursprünglicher Name Lochbachwiesen könnte wegen des nahen Lochbachs in Betracht gezogen werden.

## Geschichte
Lochwiesen wurde vermutlich erstmals urkundlich im Jahr 1451 als Flurname der Wiese ze Lochwisen erwähnt. 1666 fand ein Vergleich zwischen den Gemeinden Tiefenbach und Ried wegen des gemeinsamen Viehtriebs auf den Lockwiesen statt. Die Siedlung entstand im Jahr 1775 durch die Vereinödung Tiefenbachs.